# The Albany Herald
The Albany Herald ist eine US-amerikanische Tageszeitung aus der Stadt Albany im US-Bundesstaat Georgia.

## Geschichte
Der Albany Herald wurde 1891 vom Verleger Henry Martyn McIntosh (1852–1925) gegründet. McIntosh verlegte bereits seit 1877 die Quitman Free Press und hatte 1878 den Albany Advertiser und 1890 die Albany News erworben. Nun legte er alle drei Zeitungen zusammen und begründete damit den Albany Herald, den er als Tageszeitung bis kurz vor seinem Tod 1925 herausgab. Danach führte sein Sohn H. T. McIntosh die Zeitung weiter. Ohne Aussicht auf einen Erben verkaufte dieser die Zeitung 1946 für 250.000 US-Dollar an den damals 29-jährigen James H. Gray, der die Zeitung in den nächsten Jahren ausbaute und ihre Auflage von 6.000 Exemplaren in den 1940er Jahren auf 35.274 Exemplare im Jahr 1983 steigerte. Begünstigt wurde diese Expansion durch das Bevölkerungs- und Wirtschaftswachstum, das Albany in der Nachkriegszeit erlebte. Der Albany Herald entwickelte dabei eine Monopolstellung in Albany und in weiten Teilen des Südwesten Georgias. Die 1897 gegründete The Herald Publishing Company baute Gray im Laufe der Zeit zu einem Medienunternehmen mit dem Namen Gray Communications Systems aus, das seit 1999 unter dem Namen Gray Television firmiert.
James H. Gray nutzte den Albany Herald und dessen Monopolstellung über Editorials auch als Grundstein für eine politische Karriere, die ihn in den 1970er Jahren ins Bürgermeisteramt von Albany führte. Bereits 1952 machte er über den Albany Herald politisch Stimmung und kritisierte, dass Mitglieder der Stadtversammlung privat Geschäfte mit der Stadtverwaltung machen würden. Eine Verleumdungsklage konnten Gray und der Albany Herald abweisen. In den 1960er Jahren war er zudem zweimal Vorsitzender der Democratic Party of Georgia und bewarb sich 1966 erfolglos um das Gouverneursamt. Zu diesem Zeitpunkt, auf dem Höhepunkt der Bürgerrechtsbewegung, traten Gray und mit ihm der Albany Herald als Verfechter der Rassentrennung in Erscheinung. In den 1970er Jahren wurde die hauseigene Druckerei der Zeitung modernisiert; spätestens in den 1980er Jahren übernahmen Grays Söhne das Tagesgeschäft der Zeitung. Nach seinem Tod 1986 beteiligte sich auch seine Tochter an der Geschäftsführung.

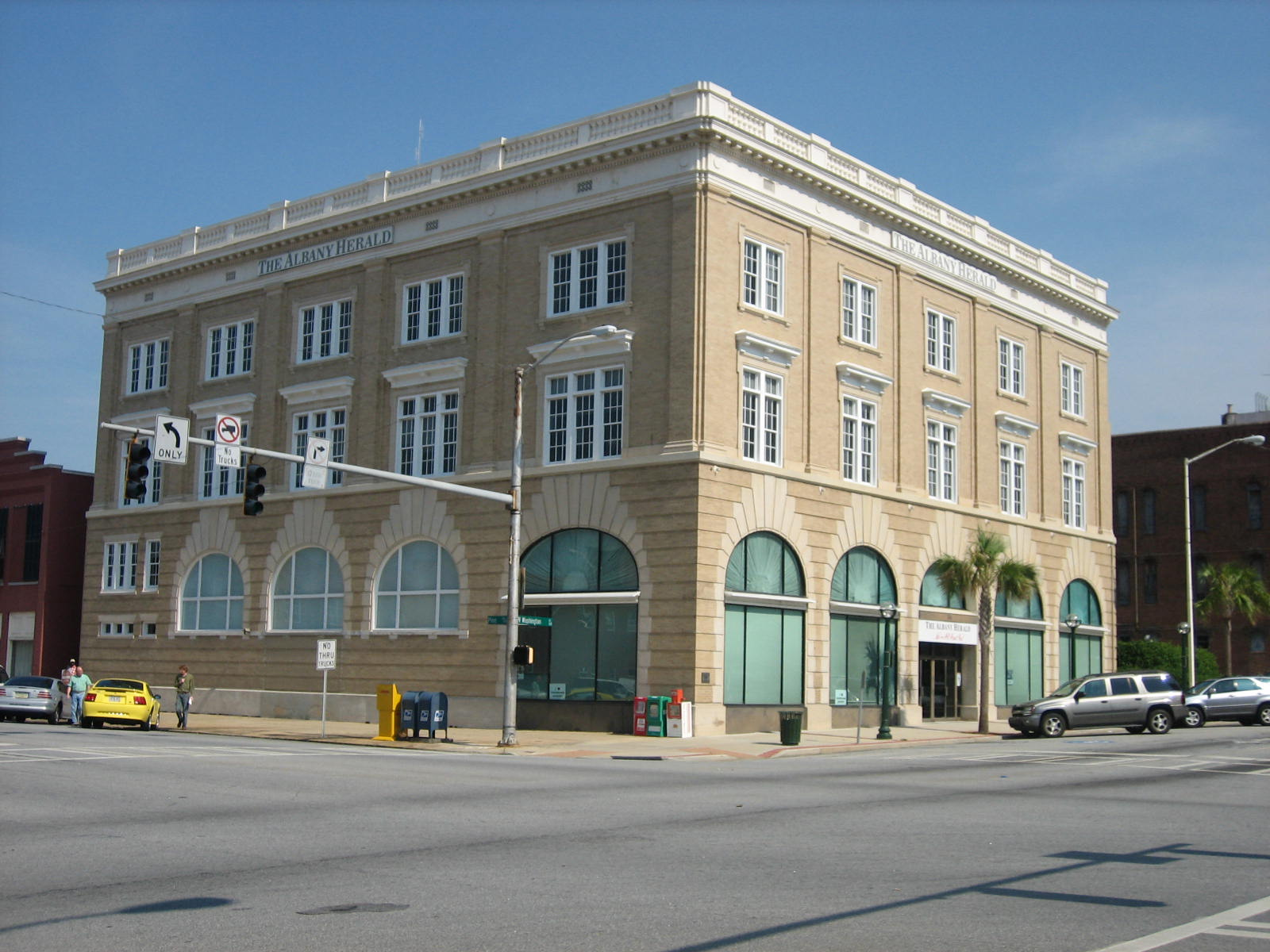
Der Rosenberg Brothers Department Store im Jahr 2006, damals Redaktionssitz des Albany Herald

Mittlerweile nicht mehr im Familienbesitz der Grays, war Gray Television bis 2005 immer noch Eigentümer der Zeitung. In diesem Jahr stieß das mittlerweile hauptsächlich im TV-Geschäft aktive Unternehmen die Tageszeitungen in seinem Besitz ab, darunter auch den Albany Herald. Im Laufe dieses Prozesses entstand ein eigenes Medienunternehmen namens Triple Crown Media, das 2009 bankrottging. Das Unternehmen wurde daraufhin verkauft und hieß seit 2010 Southern Community Newspapers. Im Zuge einer Umstrukturierung der Zeitung gab der Albany Herald 2012 seine eigene Druckerei auf und schloss eine Vereinbarung zum Druck der Zeitung mit dem Mediendienstleister Gannett. Gleichzeitig verlagerte sich die Zeitung mehr auf die Einnahmen aus ihrem Digitalgeschäft. 2019 verkleinerte der Albany Herald seine Räumlichkeiten und verkaufte den unter Denkmalschutz stehenden Rosenberg Brothers Department Store, der 33 Jahre lang als Redaktionssitz gedient hatte, an die Stadtverwaltung von Albany. 2023 wurde die Zeitung von der Dublin Courier Herald Publishing Co. erworben.
Die Sonntagsausgabe der Zeitung läuft auch unter dem Namen The Albany Sunday Herald.